# Antonij Dsjamjanka

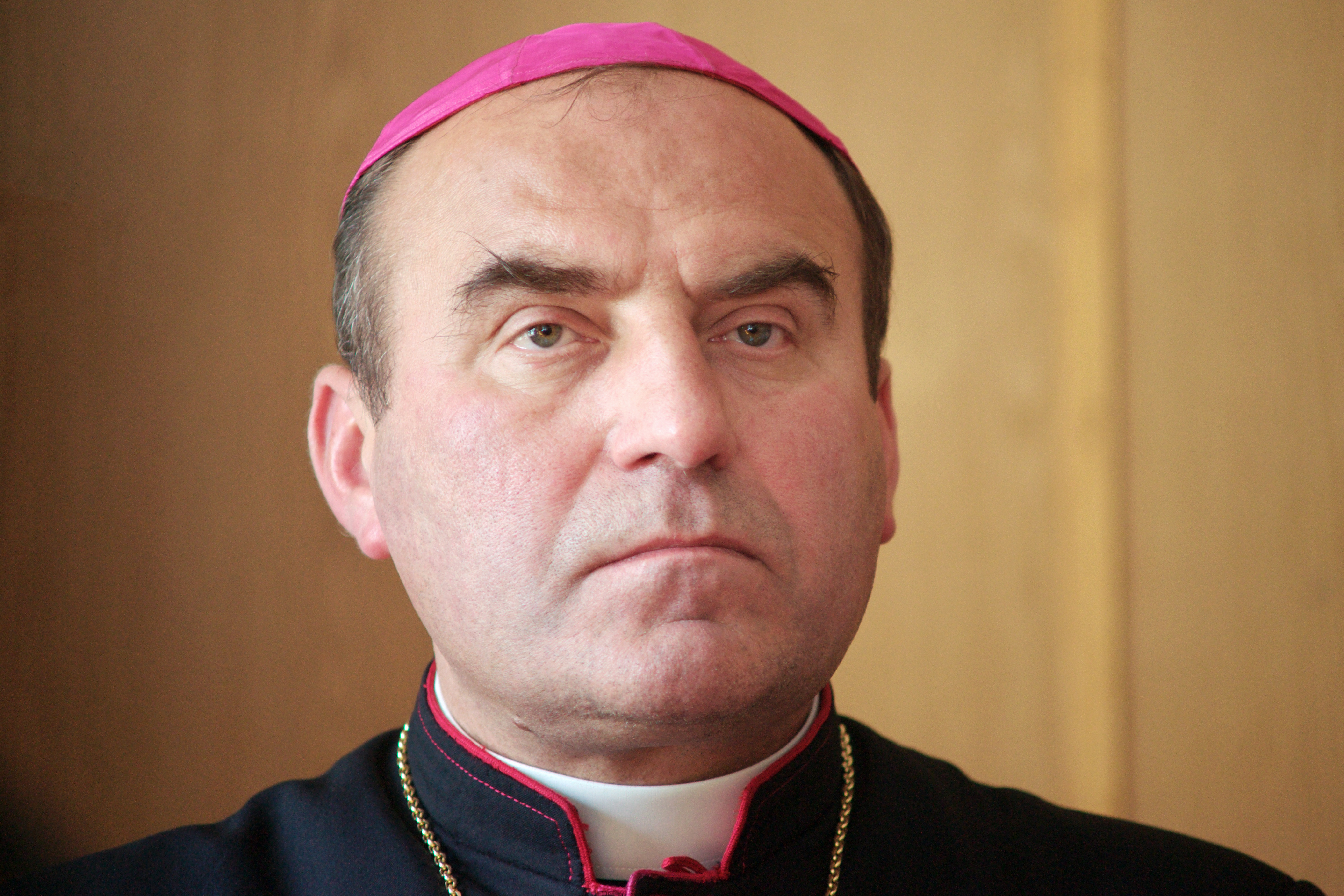
Bischof Antonij Dsjamjanka

Antonij Dsjamjanka (belarussisch Антоній Дзям’янка, polnisch Antoni Dziemianko, russisch Антоний Демьянко Antonij Demjanko; * 1. Januar 1960 in Sabroddse, Oblast Minsk, Belorussische SSR) ist Bischof von Pinsk.

## Leben
Der Weihbischof in Kaišiadorys, Vincentas Sladkevičius MIC, weihte ihn am 28. Oktober 1980 zum Priester. Johannes Paul II. ernannte ihn am 4. Juli 1998 zum Weihbischof in Hrodna und Titularbischof von Lesvi.
Der Erzbischof von Minsk-Mahiljou, Kazimierz Kardinal Świątek, spendete ihm am 29. September desselben Jahres die Bischofsweihe; Mitkonsekratoren waren Dominik Hrušovský, Apostolischer Nuntius in Belarus, und Aleksander Kaszkiewicz, Bischof von Hrodna.
Als Wahlspruch wählte er Ut unum sint. Am 14. Dezember 2004 wurde er zum Weihbischof in Minsk-Mahiljou ernannt. Papst Benedikt XVI. ernannte ihn am 14. Juni 2006 zum Apostolischen Administrator von Minsk-Mahiljou. Von seinem Amt trat er am 21. September 2007 zurück, als Tadeusz Kondrusiewicz zum Erzbischof von Minsk-Mahiljou ernannt wurde.
Am 3. Mai 2012 ernannte ihn Papst Benedikt XVI. zum Bischof von Pinsk. Die Amtseinführung fand am 16. Juni desselben Jahres statt.